# 107
107（一百零七）是106与108之间的自然数。

## 数学性质
- 第28個質數。前一個為103、下一個為109。
  - 第10对孿生質數，為（107、 109）。
  - 第3組四胞胎素数(101, 103, 107, 109)。前一組是(11, 13, 17, 19)、後一組是(191, 193, 197, 199)。
  - 反質數
  - {\displaystyle 2^{107}-1}是梅森質數
  - 第8個安全質數
  - 高斯質數之一。
- 第81個虧數，真因數和為1，虧度為106。前一個為106、下一個為109。
- 第73個不尋常數，大於平方根的質因數為107。前一個為106、下一個為109。
- 第67個無平方數因數的數。前一個為106、下一個為109。
- 第43個十进制的等數位數。前一個為106、下一個為109。
- 第5個原始數
- 107是循環單位111......111（連續53個1，其中53是質數）的最小的質因數。[1]

## 在科學中
- 𬭛的原子序數

## 在汽車領域中
- 標緻107，法國標緻車廠所生產的迷你車款。

## 其他領域
- 過海隧道巴士107線